# Курбанов, Арсен Магомедович
Арсен Магомедович Курбанов (14 ноября 1996, Нагутское, Минераловодский район, Ставропольский край, Россия) — российский легкоатлет, призёр чемпионата Европы — 2016 по гонкам на колясках.

## Биография
Арсен Курбанов родился 14 ноября 1996 года в селе Нагутское Минераловодского района Ставропольского края. Родители родом из Дагестана.

## Карьера
Является членом сборной России по лёгкой атлетике. 

Рекордсмен России в беге на 100 м - 2018.

## Достижения
- Серебряный призёр чемпионата Европы по лёгкой атлетике в гонках на колясках - 2016[4].
- Двукратный чемпион России по лёгкой атлетике в гонках на колясках.